# Rosslare Europort
Rosslare Europort est un port situé à Rosslare Harbour, près de Rosslare Strand, dans le Comté de Wexford à la pointe sud-est de l'Irlande.

## Avant Brexit
Le port a un fort trafic de passagers vers des ports britanniques (Fishguard et Pembrocke) et français (Cherbourg et Roscoff). Il existe aussi une ligne de transports de marchandises vers Le Havre, et à partir du 2 janvier 2021 vers Dunkerque.
Le port, anciennement appelé Rosslare Harbour, est aujourd'hui géré par Iarnród Éireann, l'opérateur national irlandais de chemins de fer.
Le port a quatre sites d'embarquement.

## Post-Brexit
Avec le Brexit, le port est devenu un point d'entrée essentiel pour le fret de l'Union européenne. Les liaisons directes vers le continent tout en étant plus longues permettent d'éviter les formalités bureaucratiques douanières du Brexit
Ceci a permis un quadruplement des liaisons en une année. Des centaines de camions transitent quotidiennement vers l'Europe.

## Illustrations

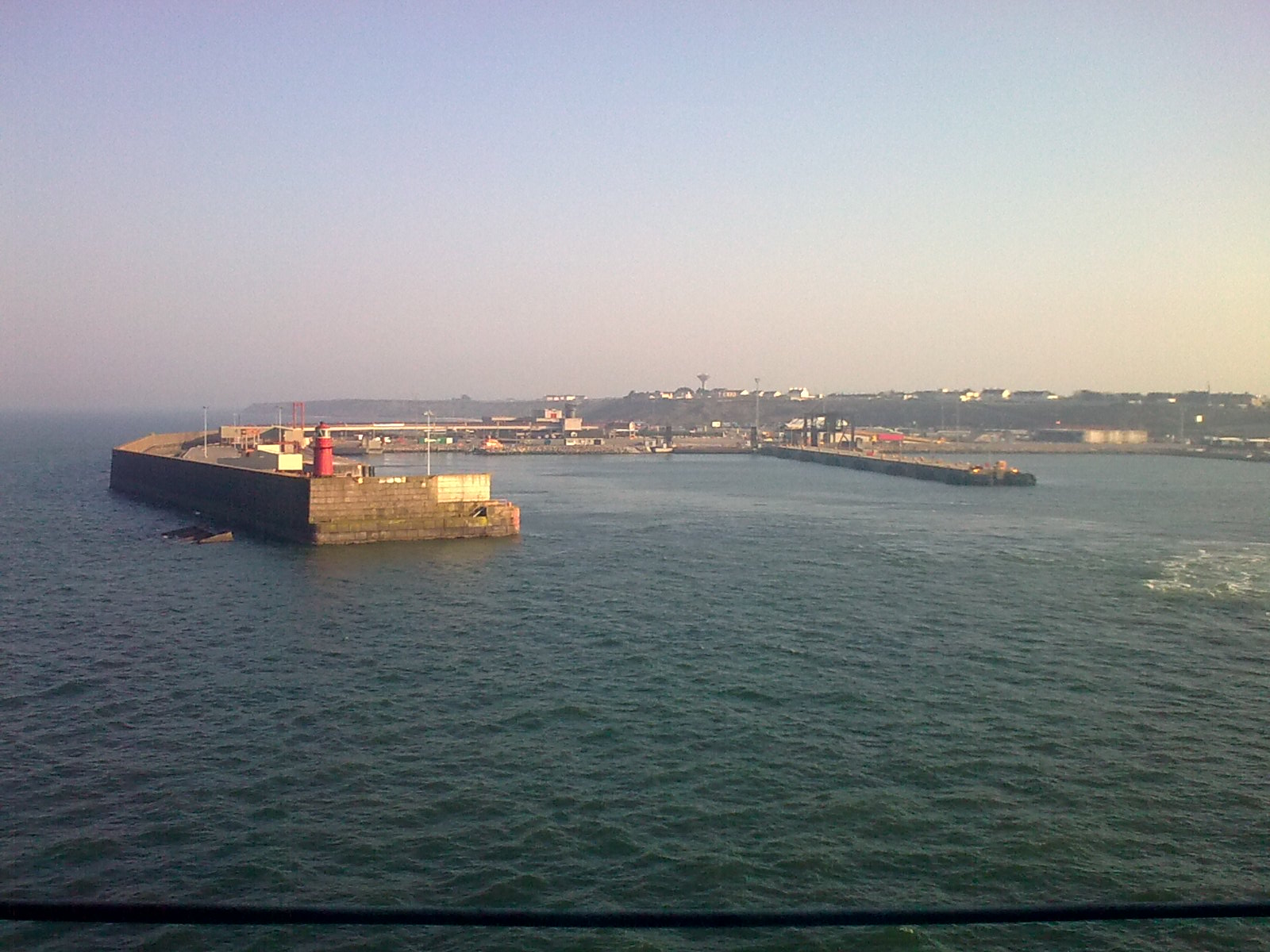
Rosslare Harbour, Europort.
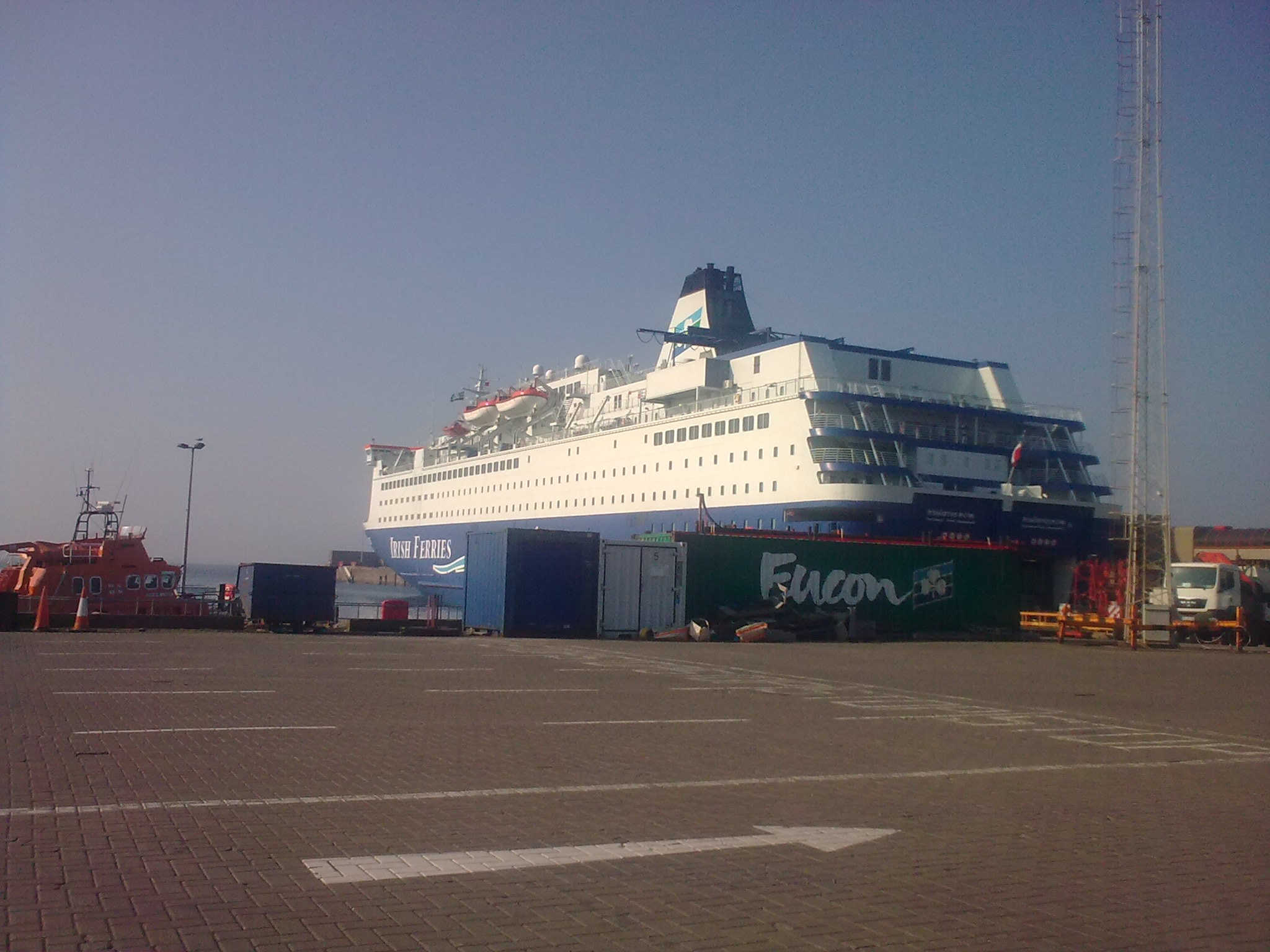
Ferry Oscar Wilde.
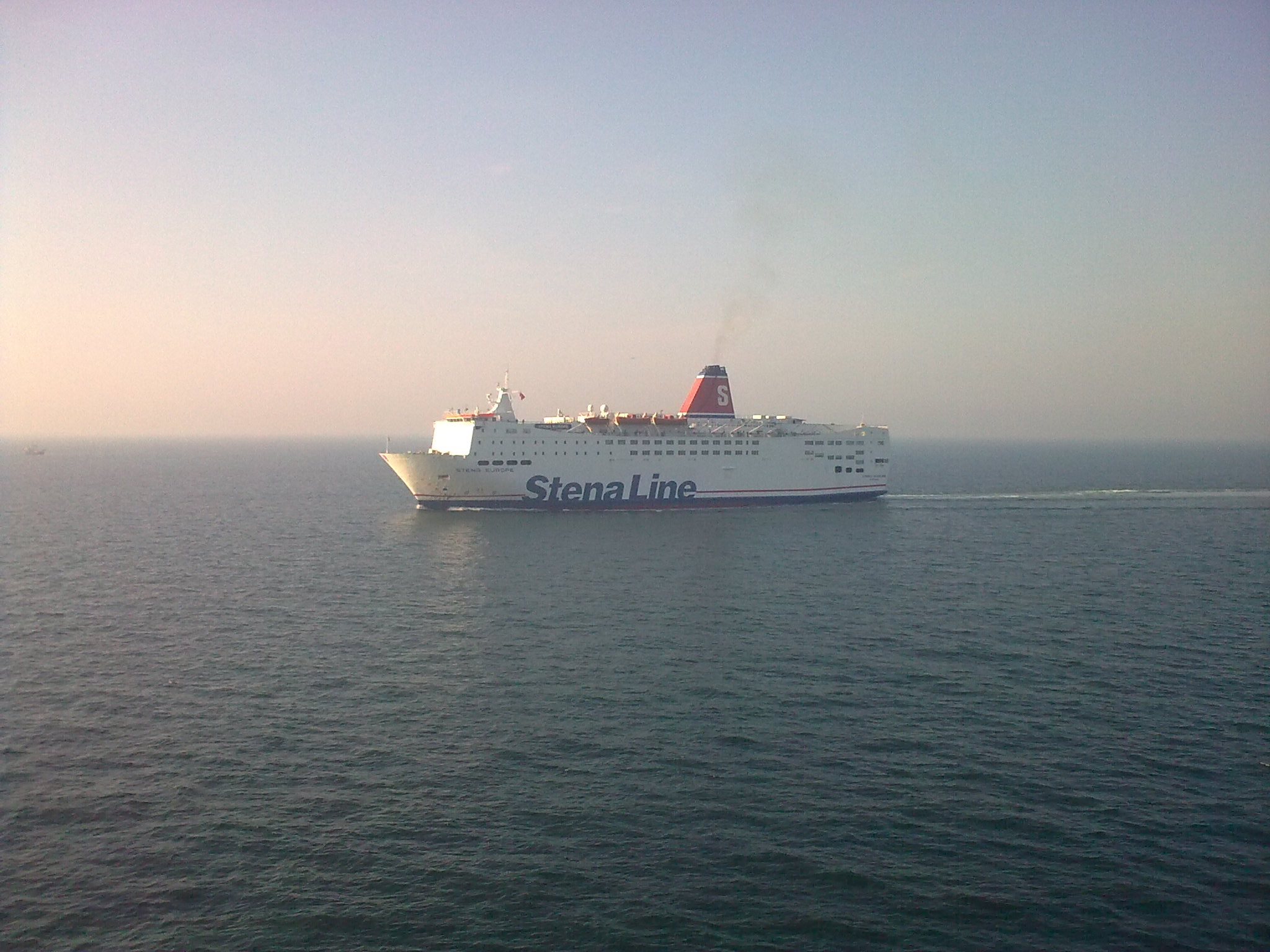
Stena Line, à Rosslare Harbour.
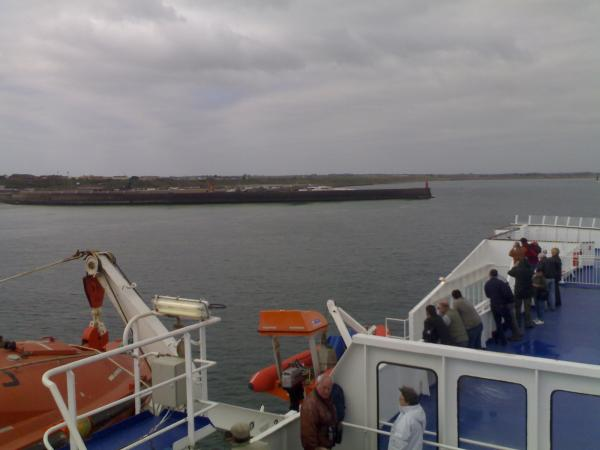
Port de Rosslare Wexford.
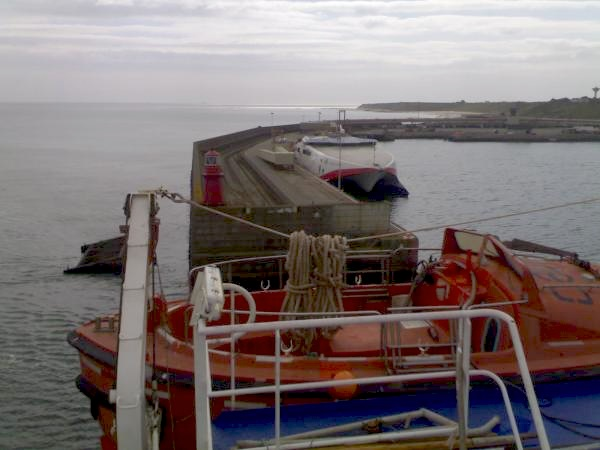
Port de Rosslare, le quai.